# Edward Stanlaw Jordan
Edward Stanlaw Jordan, detto Ned (Merrill, 21 novembre 1882 – New York, 29 dicembre 1958), è stato un imprenditore statunitense famoso per aver cambiato il modo di pubblicizzare le auto negli Stati Uniti.

## Biografia
Edward Jordan era l'ultimo di sei figli e unico figlio maschio di John Jordan e Kate Griffin, una coppia di origini irlandesi che possedeva e gestiva vari empori commerciali nello stato del Wisconsin.
Studiò ingegneria all'Università del Wisconsin di Madison dove lavorò anche come giornalista, distinguendosi per il fatto che una volta si mascherò da sorvegliante della ferrovia e salì sul treno presidenziale ottenendo un'intervista con il presidente Theodore Roosevelt, intervista che poi vendette per $20 a 150 giornali.
Si laureò all'Università del Wisconsin nel 1905 dopo di che si trasferì a Cleveland, dove lavorò per la Cleveland Press.
Jordan lasciò poi Cleveland per lavorare per la National Cash Register Company, quindi per la Thomas B. Jeffery Company, il costruttore di automobili che fu il precursore della American Motors.
Nel giugno del 1916, Jordan fondò la Jordan Motor Car Company a Cleveland.
Con una visione approfondita del merchandising, della produzione e della pubblicità, Jordan si staccò dalla pubblicità incentrata sulla tecnologia e attinse ai desideri più elementari: l'avanzamento sociale, il lusso e il "fascino snob", equiparando i propri modelli di automobili a determinati stili di vita.
Le innovazioni gestionali della Jordan includevano anche un piano di partecipazione agli utili per cui la maggior parte dei dipendenti possedeva azioni dell'azienda.
Anni dopo la chiusura della Società avvenuta nel 1931, quando gli fu chiesto del declino della casa automobilistica, Jordan spiegò: "Non siamo mai stati produttori di automobili, siamo stati pionieri di nuove tecniche di produzione, di assemblaggio, nella vendita di stili personalizzati e nel fare pubblicità...".
La crisi della Jordan ebbe inizio con la messa in produzione della Jordan Little Custom un'auto lussuosa ma dalle dimensioni compatte che non ebbe successo presso il pubblico americano.
I coniugi Jordan, che possedevano un ingente pacchetto di azioni della Società, invece di rifinanziare l'azienda, cominciarono a disinvestire vendendo sul mercato le proprie azioni e la sopravvenuta crisi del '29 non fece che peggiorare la situazione.
La crisi dell'azienda ebbe conseguenze anche sulla vita famigliare: mentre la casa automobilistica da lui fondata iniziava a cedere sotto il peso delle auto invendute, anche il matrimonio di Jordan stava per finire.
All'inizio del 1930, Jordan si separò da sua moglie Charlotte E. Hannahs che aveva sposato il 2 febbraio 1906 e che gli aveva dato tre figli: Jack, Jane e Joane.
Pubblicamente la separazione fu amichevole, ma Jordan fu amareggiato per il divorzio, causando una tensione tra lui e i suoi figli ormai adulti.
Per alcuni anni Jordan andò a vivere nelle Bahamas.
Jordan ritornò negli Stati Uniti nel 1935, si sposò una seconda volta ed ebbe un altro figlio, infine si trasferì a New York dove continuò a lavorare nel settore della pubblicità e nelle pubbliche relazioni per diverse aziende.
Dal 1950 al 1958, anno della sua morte, la rivista Automotive News pubblicò la sua rubrica Ned Jordan Speaks (Parla Ned Jordan).